# Szkentla

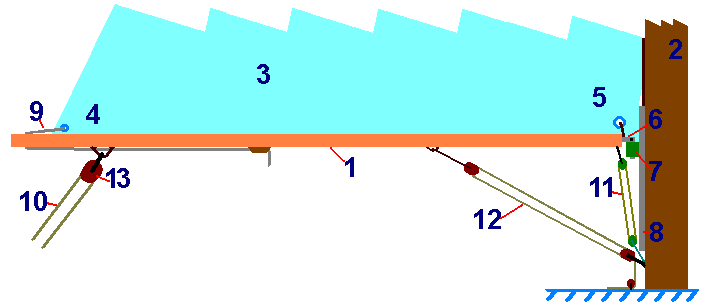
Schemat olinowania występującego przy dolnym liku ożaglowania skośnego. Szkentla oznaczona nr 9.

Szkentla, przewiąz pikowy, przewiąz nokowy, nokbencel – lina w ożaglowaniu skośnym, która łączy róg szotowy żagla z końcem drzewca. Szkentla może napinać żagiel do końca bomu (jego noku) lub do końca gafla (czyli jego piku).
Jeżeli dolny lik żagla jest mocowany tylko w swoich rogach, to szkentla służy również do profilowania żagla podczas jego pracy.
Przy współcześnie stosowanych rozwiązaniach do rolowania żagli przymasztowych szkentla często pełni rolę liny rozwijającej żagiel a następnie napinającej żagiel po liku dolnym.      